# Julian Tepper
Julian Tepper (Nueva York, 1 de abril de 1979) es un escritor y músico estadounidense. Sus novelas incluyen Balls (2012), Ark (2016) y Between the Records (2020). Cofundó el Oracle Club, un salón literario en Nueva York que estuvo abierto desde 2011 hasta 2017, y anteriormente fue miembro de la banda de rock independiente The Natural History.

## Primeros años
Nació en Nueva York y creció en el Upper East Side de Manhattan. Su padre, Robert Tepper, es un músico mejor conocido por escribir la balada de 1980 "Into the Night" y por escribir y grabar "No Easy Way Out", que apareció en la película de 1985 Rocky IV.

## Carrera

### Novelas
La primera novela de Tepper, Balls, se publicó en 2012. El libro es una comedia negra sobre Henry Schiller, un pianista de 30 años y judío neurótico que vive en Manhattan con su novia Paula, más joven y con más talento musical. Cuando Henry descubre que tiene cáncer testicular, se produce una crisis existencial. El libro ha sido elogiado por capturar la sensación de Nueva York. El comenzó a escribirlo en Nueva Orleans y lo continuó en Finlandia, pero afirmó que el libro no empezó a tomar forma hasta que regresó a Nueva York. Ha dicho que Balls fue influenciado por la novela Herzog de Saul Bellow de 1964, así como por el trabajo de Fiódor Dostoyevski, Franz Kafka y Woody Allen.
La segunda novela de Tepper, Ark, se publicó en 2016. Ambientada en Manhattan, sigue a tres generaciones de la antiguamente rica, artística y luchadora familia Arkin. Algunos de los personajes se basaron en miembros de su familia en la vida real. El New York Times escribió: "A pesar de algunos tropiezos iniciales, 'Ark' es una novela atractiva y entretenida, y una visión perspicaz de lo fácil que puede ser escapar de la clase alta".
En 2016, Tepper declaró que está trabajando en una novela autobiográfica titulada provisionalmente Between the Records, basada en su propia vida musical y la de su familia. Un extracto de Between the Records apareció en la edición de mayo/junio de 2018 de la revista Playboy.

### The Oracle Club
En 2011 fundó junto con la artista Jenna Gribbon  The Oracle Club en Long Island City, un salón literario y espacio de trabajo exclusivo para miembros enfocado en artistas y escritores, que cerró en 2017.

### Música
Tocó el bajo en The Natural History, un trío de música indie rock formado en Nueva York en 2001, con su hermano Max Tepper en la voz principal y la guitarra. Coescribió su canción "Don't You Ever", que fue versionada por Spoon como "Don't You Evah" en su álbum de 2007 Ga Ga Ga Ga Ga, y también fue lanzada como sencillo/EP el 8 de abril. 2008. La versión original de The Natural History se incluyó en el EP de 8 canciones, junto con remixes de la versión Spoon de Ted Leo, Diplo y Matthew Dear. Spoon incluyó "Don't You Evah" en Everything Hits at Once: The Best of Spoon, lanzado por Matador Records en julio de 2019. Un artículo escrito para la revista Playboy por Julian Tepper incluye una sesión de preguntas y respuestas con Britt Daniel de Spoon, en la que los hermanos Tepper y Daniel cuentan la historia detrás de "Don't You Evah".
The Natural History lanzó un EP y dos álbumes de larga duración y se disolvió en 2005.

## Publicaciones

### Libros
- Balls (Rare Bird Books, 2012)
- Ark (Dzanc Books, 2016)
- Between the Records (Rare Bird Books, 2020)

### Ensayos
- "Dr. Collier", The Paris Review, 1 de agosto de 2012
- "En el que Philip Roth me dio consejos de vida", The Paris Review, 25 de diciembre de 2012
- "La extraña historia detrás de" Don't You Evah "de Spoon y la banda ignorada que la escribió", Playboy, 1 de agosto de 2019

## Discografía
- The Natural History (EP en Startime International, 2002)
- Beat Beat Heartbeat (LP en Startime International, 2003)
- People That I Meet (LP en Beat Beat Beat, 2007)

## Filmografía
- Extremely Loud and Incredibly Close (como Deli Waiter, dir. Stephen Daldry, 2011)[7]
- Gossip Girl (como él mismo, "Salon of the Dead", temporada 5, episodio 20, 16 de abril de 2012)[18]